# Aurelia Nobels
Aurélia Nobels, née le 7 janvier 2007 à Boston, est une pilote automobile belgo-brésilienne,. Elle participe au championnat F1 Academy avec l'équipe ART Grand Prix et fait partie de la Ferrari Driver Academy.

## Carrière

### Formule 4

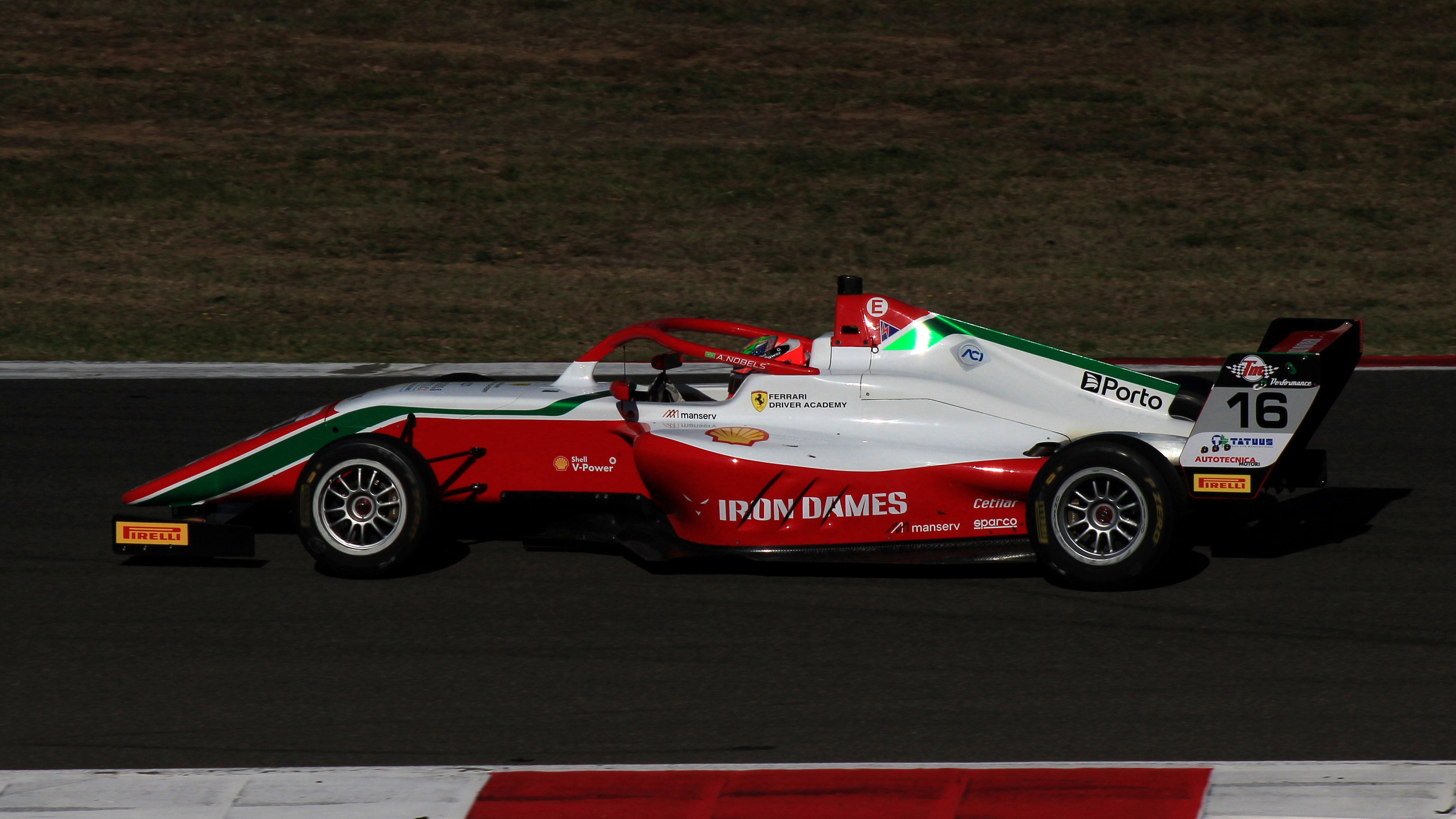
Aurelia Nobels en Formule 4 italienne en 2023 au Mugello.

Nobels fait ses débuts en sport automobile en 2022 dans le championnat du Brésil de Formule 4 avec l'écurie TMG Racing. Elle termine la saison à la 16ᵉ place avec 7 points. Elle fait aussi une apparition dans le Championnat d'Espagne de Formule 4.Elle participe à une manche du Championnat Danois de Formule 4, où elle marque 10 points.
En 2023, elle participe au Championnat d'Italie de Formule 4. Devant initialement courir avec Iron Lynx, elle rejoint finalement Prema Racing. Elle termine la saison avoir marqué de point. En 2024, elle participe à une manche du championnat de Grande-Bretagne de Formule 4. Elle consacre aussi son début de saison au Championnat de Formule 4 UAE, mais termine trente-huitième sans aucun point. En parallèle, elle participe à une manche du championnat d'Euro 4. Pour la saison 2025, elle participe aux Winter Series du Championnat d'Espagne de Formule 4 avec ART Grand Prix.

### F1 Academy

#### 2024

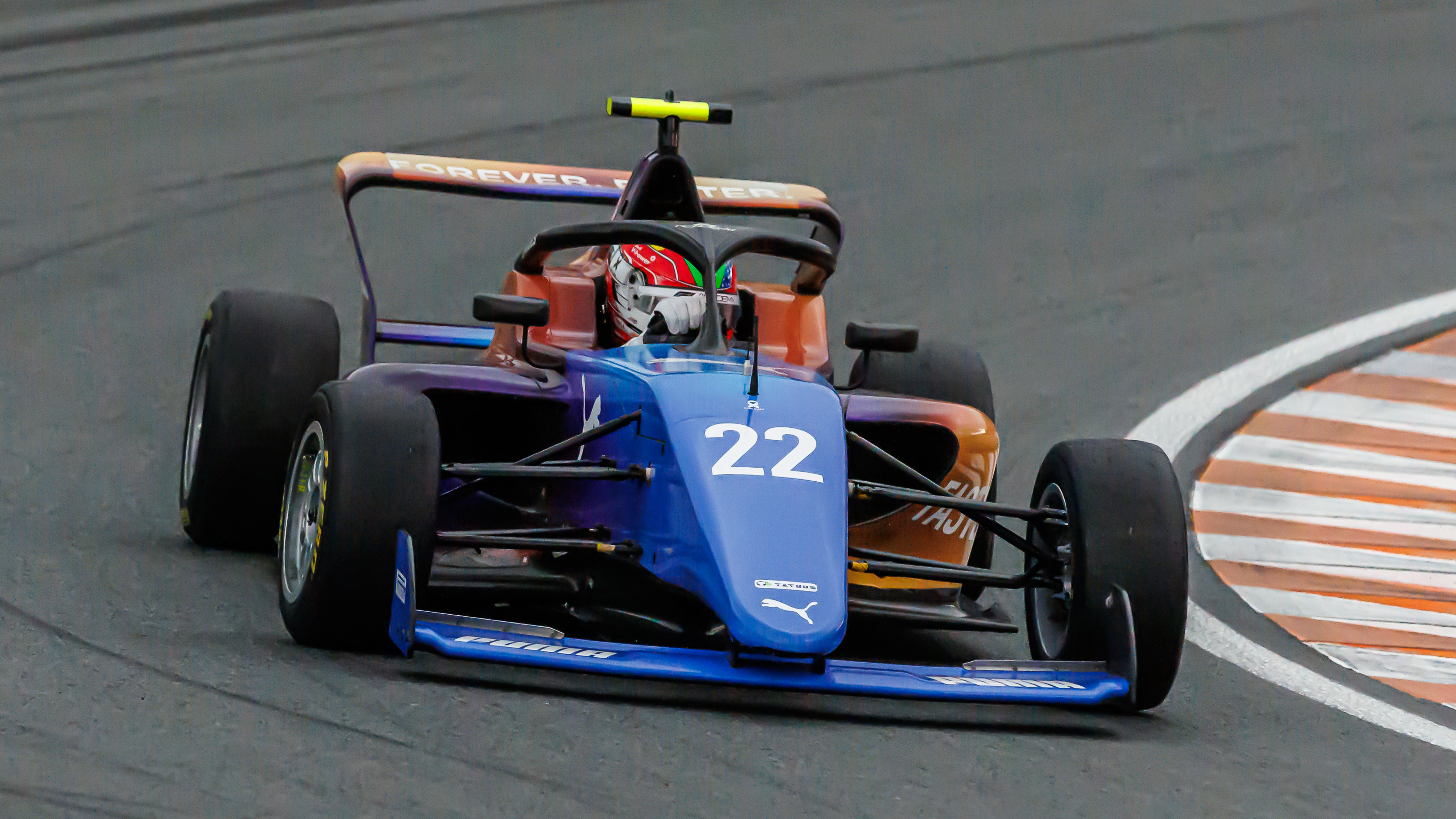
Nobels durant la manche de Zandvoort en F1 Academy en 2024.

Pour la saison 2024, Nobels s'engage en F1 Academy avec ART Grand Prix, avec le soutien de Puma. Pour la manche inaugural du championnat, elle termine huitième. Pour la première course de Zandvoort, elle termine à septième. Pour la deuxième course, elle réalise sa meilleur performance de la saison avec une cinquième position. Elle termine la saison à la douzième place du chammpionnat avec 29 points.

#### 2025
Nobels poursuit sa collaboration avec Puma et ART Grand Prix pour la saison 2025.

### Formule 1
En décembre 2022, elle remporte la catégorie Senior du programme "Girls on Track – Rising Stars", organisé par la Commission FIA Women in Motorsport. Cette victoire lui permet d'intégrer la Ferrari Driver Academy.

## Vie personnelle
Nobels est née à Boston de parents belges et a grandi au Brésil.
Elle a concouru sous les drapeaux du Brésil et de la Belgique,. En vertu du principe du droit du sol, elle est également citoyenne des États-Unis.

## Résultats en carrière

### Résultats en monoplace
| Saison | Championnat                                      | Écurie                | Courses | Victoires | Pole positions | Meilleurs tours | Podiums | Points | Classement |
| ------ | ------------------------------------------------ | --------------------- | ------- | --------- | -------------- | --------------- | ------- | ------ | ---------- |
| 2022   | Championnat du Brésil de Formule 4               | TMG Racing            | 12      | 0         | 0              | 0               | 0       | 7      | 16e        |
| 2022   | Championnat du Danemark de Formule 4             | STEP Motorsport       | 3       | 0         | 0              | 0               | 0       | 10     | 18e        |
| 2022   | Championnat d'Espagne de Formule 4               | Fórmula de Campeones  | 3       | 0         | 0              | 0               | 0       | 0      | 39e        |
| 2023   | Championnat d'Italie de Formule 4                | Prema Powerteam       | 16      | 0         | 0              | 0               | 0       | 0      | 26e        |
| 2023   | Championnat d'Euro 4                             | Prema Powerteam       | 8       | 0         | 0              | 0               | 0       | 0      | 22e        |
| 2024   | Championnat des Émirats arabes unis de Formule 4 | Saintéloc Racing      | 6       | 0         | 0              | 0               | 0       | 0      | 38e        |
| 2024   | F1 Academy                                       | ART Grand Prix        | 14      | 0         | 0              | 0               | 0       | 29     | 12e        |
| 2024   | Championnat d'Euro 4                             | ART Grand Prix        | 3       | 0         | 0              | 0               | 0       | 0      | 29e        |
| 2024   | Championnat d'Arabie Saoudite de Formule 4       | Altawkilat Meritus.GP | 4       | 0         | 0              | 0               | 1       | 26     | 11e        |
| 2024   | Championnat de Grande-Bretagne de Formule 4      | Phinsys by Argenti    | 3       | 0         | 0              | 0               | 0       | 9      | 26e        |
| 2025   | Formule 4 espagnole (série hiver)                | ART Grand Prix        | 6       | 0         | 0              | 0               | 0       | 0      | 28e        |
| 2025   | F1 Academy                                       | ART Grand Prix        | 8       | 0         | 0              | 0               | 0       | 5      | 13e        |

### Résultats en championnat du Brésil de Formule 4
Les courses en Gras indiquent une pole position, celles en italique indiquent un meilleur tour.
| Saison | Equipe     | 1          | 2          | 3         | 4         | 5         | 6         | 7         | 8         | 9         | 10       | 11        | 12       | 13    | 14    | 15    | 16     | 17     | 18     | C.P | Points |
| ------ | ---------- | ---------- | ---------- | --------- | --------- | --------- | --------- | --------- | --------- | --------- | -------- | --------- | -------- | ----- | ----- | ----- | ------ | ------ | ------ | --- | ------ |
| 2022   | TMG Racing | MOG1 1 Abd | MOG1 2 15† | MOG1 3 12 | INT1 1 13 | INT1 2 15 | INT1 3 16 | INT2 1 10 | INT2 2 10 | INT2 3 12 | MOG2 1 9 | MOG2 2 12 | MOG2 3 8 | GYN 1 | GYN 2 | GYN 3 | INT3 1 | INT3 2 | INT3 3 | 16e | 7      |

### Résultats en championnat d'Italie de Formule 4
(Les courses en gras indiquent une pole position) (Les courses en Italiques indiquent un meilleur tour)
| Saison | Ecurie       | 1        | 2        | 3     | 4        | 5         | 6        | 7          | 8     | 9     | 10    | 11       | 12        | 13       | 14       | 15        | 16       | 17       | 18        | 19       | 20       | 21       | 22       | C.P | Points |
| ------ | ------------ | -------- | -------- | ----- | -------- | --------- | -------- | ---------- | ----- | ----- | ----- | -------- | --------- | -------- | -------- | --------- | -------- | -------- | --------- | -------- | -------- | -------- | -------- | --- | ------ |
| 2023   | Prema Racing | IMO 1 21 | IMO 2 11 | IMO 3 | IMO 4 17 | MIS 1 27† | MIS 2 Np | MIS 3 Forf | SPA 1 | SPA 2 | SPA 3 | MNZ 1 21 | MNZ 2 Abd | MNZ 3 18 | LEC 1 14 | LEC 2 Abd | LEC 3 19 | MUG 1 22 | MUG 2 Abd | MUG 3 22 | VLL 1 22 | VLL 2 17 | VLL 3 24 | 26e | 0      |

### Résultats complet en championnat d'Euro 4
(Les courses en gras indiquent une pole position) (les courses en italique indiquent un meilleur tour)
| Saison | Ecurie         | 1        | 2        | 3        | 4        | 5         | 6          | 7        | 8        | 9        | C.P | Points |
| ------ | -------------- | -------- | -------- | -------- | -------- | --------- | ---------- | -------- | -------- | -------- | --- | ------ |
| 2023   | Prema Racing   | MUG 1 19 | MUG 2 22 | MUG 3 20 | MNZ 1 15 | MNZ 2 Abd | MNZ 3 Forf | CAT 1 13 | CAT 2 11 | CAT 3 17 | 22e | 0      |
| 2024   | ART Grand Prix | MUG 1    | MUG 2    | MUG 3    | RBR 1    | RBR 2     | RBR 3      | MNZ 1 14 | MNZ 2 27 | MNZ 3 26 | 29e | 0      |

### Résultats en F1 Academy
(Les courses en gras indiquent une pole position) (les courses en italique indiquent un meilleur tour)
| Saison | Ecurie         | 1         | 2         | 3        | 4        | 5        | 6        | 7       | 8       | 9        | 10       | 11      | 12      | 13       | 14       | 15      | C.P  | Points |
| ------ | -------------- | --------- | --------- | -------- | -------- | -------- | -------- | ------- | ------- | -------- | -------- | ------- | ------- | -------- | -------- | ------- | ---- | ------ |
| 2024   | ART Grand Prix | JED 1 7   | JED 2 Abd | MIA 1 13 | MIA 2 13 | CAT 1 13 | CAT 2 14 | ZAN 1 7 | ZAN 2 5 | SIN 1 14 | SIN 2 12 | QAT 1 9 | QAT 2 A | YMC 1 10 | YMC 2 11 | YMC 3 8 | 12e  | 29     |
| 2025   | ART Grand Prix | CHN 1 Abd | CHN 2 Abd | JED 1 10 | JED 2 11 | MIA 1 6  | MIA 2 A  | CAN 1   | CAN 2   | CAN 3    | ZAN 1    | ZAN 2   | SIN 1   | SIN 2    | LVG 1    | LVG 2   | 11e* | 3*     |

## Référence
1. 1 2  (en) « Ferrari Driver Academy Driver – Aurelia Nobels », sur www.ferrari.com (consulté le 7 mars 2023)
2. ↑  (en) « Aurélia Nobels graduates to Brazilian F4 », sur Racers - Behind the Helmet, 13 février 2022 (consulté le 7 mars 2023)
3. ↑  (en) Maria Clara Castro, « FDA's Aurelia Nobels: 'I will do everything to chase my dreams' », sur Feeder Series, 9 janvier 2023 (consulté le 7 mars 2023)
4. ↑  « Fórmula 4 Brasil 2022 standings », sur Driver Database (consulté le 7 mars 2023)
5. ↑  (en) « Spanish F4 Championship at Spa-Francorchamps with 30 Abarth-powered Tatuus », sur www.media.stellantis.com, 8 juillet 2022 (consulté le 7 mars 2023)
6. 1 2  (da) « Stillingen » [archive du 3 décembre 2022], sur formel4.dk
7. 1 2  (en) « 2022 FIA Girls on Track – Rising stars winner Aurelia Nobels joins PREMA's Formula 4 team », sur Fédération internationale de l'automobile, 17 février 2023 (consulté le 7 mars 2023)
8. ↑  « Italian F4 2023 | Driver Database », sur www.driverdb.com (consulté le 22 février 2025)
9. ↑  (en) « Five F1 ACADEMY drivers to race in Round 6 of F4 British Championship in historic weekend for female representation », sur F1® Academy (consulté le 22 février 2025)
10. ↑  « F4 UAE 2024 | Driver Database », sur www.driverdb.com (consulté le 22 février 2025)
11. ↑  (en) « Euro4Championship.com - WSK Promotion Official Site », sur www.euro4championship.com, 2018 (consulté le 22 février 2025)
12. ↑  (en) « 2025 Formula 4 Spanish Winter Championship », sur Liquipedia Formula 1 Wiki (consulté le 22 février 2025)
13. ↑  (en) « Aurelia Nobels to contest 2024 season with F1 ACADEMY Official Partner PUMA | Formula 1® », sur www.formula1.com (consulté le 20 février 2024)
14. ↑  (en) « RACE 1: Pin sails to lights-to-flag victory in Jeddah domination », sur F1® Academy (consulté le 22 février 2025)
15. ↑  (en) « RACE 1: Abbi Pulling supreme in Zandvoort as she seals fifth win of 2024 », sur F1® Academy (consulté le 22 février 2025)
16. ↑  (en) « RACE 2: Doriane Pin bounces back as she storms to faultless victory in Zandvoort », sur F1® Academy (consulté le 22 février 2025)
17. ↑  (en) « Standings - F1® Academy Racing Series », sur F1® Academy (consulté le 22 février 2025)
18. ↑  (en) « Aurelia Nobels stays with PUMA for 2025 season », sur F1 Academy, 31 janvier 2025 (consulté le 1er février 2025)
19. ↑  « Spanish F4 Championship - Race 3 », sur ris-timing.be, 9 juillet 2022 (consulté le 21 avril 2023)